# Михайлов, Николай Михайлович
Никола́й Миха́йлович Миха́йлов (15 сентября 1932—22 октября 2006) — советский военный дирижёр. Главный военный дирижёр Вооружённых Сил СССР с 1976 по 1993 годы.

## Биография
Николай Михайлович Михайлов родился в 1932 году в селе Горная Уса Башкирской АССР. В 1944 году проходил обучение в Уфимской школе военно-музыкальных воспитанников. С 1945 года обучался во Второй Московской школе военно-музыкальных воспитанников. Принял участие в Параде Победы 24 июня 1945 года в составе батальона фанфаристов-барабанщиков . В 1950 году окончил школу военно-музыкальных воспитанников и поступил в Институт военных дирижеров, который закончил в 1954 году.
С 1954 по 1959 годы — служба в дивизии города Бузулук Оренбургской области.
С 1959 по 1965 годы — дирижёр училища связи в Ульяновске.
С 1965 по 1970 годы — начальник оркестра штаба Приволжского военного округа.
В 1970 году Михайлов становится преподавателем Военно-дирижёрского факультета при Московской Государственной консерватории имени П. И. Чайковского. Параллельно с этим Михайлов заканчивает в 1972 году Исторический факультет Куйбышевского педагогического университета.
В 1975 году Михайлова назначают заместителем начальника Военно-дирижёрского факультета при Московской Государственной консерватории имени П. И. Чайковского (и. о.— с 1974 года).
В 1976 году приказом Министра Обороны СССР Николай Михайлович был назначен на должность Начальника Военно-оркестровой службы МО СССР и Главным военным дирижёром СССР. Был дирижёром на всех военных парадах на Красной площади с 1976 по 1990 годы. Генерал-майор (1981). От должности дирижёра Михайлов был освобождён в начале 1993 года.
После отставки — профессор музыкальной академии им. Гнесиных. Преподавал в Московской городской детской музыкальной школе имени Гнесиных, проводил конференции и семинары, являлся активным участником общественных организаций.
Скончался 22 октября 2006 года. Похоронен на Востряковском кладбище.

## Память
Имя Н. М. Михайлова носит Московский концертный духовой оркестр и Всероссийский конкурс духовых оркестров.

## Награды
- Орден Красной Звезды
- Заслуженный деятель искусств РСФСР (1978)
- Лауреат Премии Ленинского комсомола (1981)
- Лауреат Государственной премии СССР (1985)